# Otocyste
Les otocystes composent l'appareil auditif de nombreux invertébrés. Un otocyste est formé d'une vésicule remplie d'un fluide et comptant des otolithes. C'est un statocyste, un organe d'équilibration mais aussi d'orientation locomotrice comme l'a montré le zoologiste français Yves Delage en 1887 .
Les invertébrés ne possèdent pas tous des otocystes.
L'otocyste est apparu pour la première fois chez les méduses, on le trouve chez les annélidés comme l'arénicole, chez les mollusques et les crustacés.
Chez les vertébrés, l'otocyste est le précurseur de l'oreille interne. C'est une vésicule otique paire de l'embryon formée par l'invagination du tissu ectodermique, la placode otique. L’otocyste se divise vers 6 semaines de gestation pour former l’appareil vestibulaire et l’appareil auditif. Deux semaines plus tard, les canaux semi-circulaires sont formés.